# Cartagena del Chairá

Localização da cidade de Cartagena de Chaira no departamento de Caquetá.

Cartagena del Chairá é um município da Colômbia localizada no departamento de Caquetá.